# Flatterventil
Ein Flatterventil ist ein  Rückschlagventil, das ohne sonstigen äußeren Antrieb, nur aufgrund von Druckunterschieden auf den beiden Ventilseiten, in Durchlassrichtung öffnet und sich selbsttätig wieder schließt.

## Aufbau
Ein Flatterventil besteht aus einem elastischen Stoff, dessen Eigenschaften gleichzeitig die Schließung des Ventils sicherstellen. Auch müssen die Werkstoffe so steif sein, dass die Ventilfunktion bei einem Druckunterschied gegen die Öffnungsrichtung sichergestellt wird. Flatterventile werden in der Regel aus Federstahl oder Kunststoff hergestellt.

## Anwendungen
Flatterventile werden heute in membrangesteuerten Zweitaktmotoren und Pressluftatemgeräten verwendet. Auch bei einem hydraulischen Widder kann ein Flatterventil eingesetzt werden. Im Zweiten Weltkrieg ergab sich eine Verwendung bei dem Pulsstrahltriebwerk der V1.
Eine aktuelle Anwendung in der Luftfahrt findet sich bei dem Senkrechtstarter Hawker Siddeley Harrier, bei dem für die Steuerung bei geringen Fluggeschwindigkeiten Flatterventile verwendet werden, solange die aerodynamische Steuerung noch nicht wirkt. Die Ventile befinden sich in der Flugzeugnase, im Heck und an den Tragflächenenden.

### Bei der Feuerwehr
Bei der Feuerwehr werden Flatterventile in Feuerlöschkreiselpumpen eingesetzt. Ihre Beschaffenheit ist in der DIN 14381 beschrieben. Dort werden sie als „Niederschraubventil (selbstschließend)“ bezeichnet.
Sie bestehen dann aus:
- Gehäuse
- Ventilspindel mit Handrad
- federbelastetem Ventilteller mit Dichtung
- Sperrklinke
- Stopfbuchse.

Funktionsweise:
- Bei geschlossenem Ventil drückt die Spindel den Dichtungsteller fest in seinen Sitz; ein Wasserdurchfluss ist in keiner Richtung möglich.
- Wird die Spindel bis zur Sperrklinke aufgedreht, dann drückt die Feder den Dichtungsteller weiterhin in seinen Sitz. Ein in Durchlassrichtung gerichteter Wasserdruck kann jedoch die Dichtung anheben und Wasser durchströmen lassen.
- Bei „Wasser halt“, wenn kein Wasser mehr durch das Ventil gefördert wird, schließt der Dichtungsteller wieder (sowohl durch den Federdruck als auch durch den Gegendruck des Wassers).
- Um die abgehende Leitung entgegen der regulären Förderrichtung zu entwässern, wird die Sperrklinke entriegelt und die Spindel bis zum Anschlag aufgedreht. Dadurch wird der Dichtungsteller aus seinem Sitz gehoben, und das Flatterventil kann in beide Richtungen durchströmt werden.[2]